# Кобяй
Кобяй (рос. Кобяй) — село у Кобяйському улусі Республіки Сахи Російської Федерації.
Населення становить 2605 осіб. Належить до муніципального утворення Кобяйський наслег.

## Географія

### Клімат
| Клімат Кобяя              | Клімат Кобяя | Клімат Кобяя | Клімат Кобяя | Клімат Кобяя | Клімат Кобяя | Клімат Кобяя | Клімат Кобяя | Клімат Кобяя | Клімат Кобяя | Клімат Кобяя | Клімат Кобяя | Клімат Кобяя | Клімат Кобяя |
| Показник                  | Січ.         | Лют.         | Бер.         | Квіт.        | Трав.        | Черв.        | Лип.         | Серп.        | Вер.         | Жовт.        | Лист.        | Груд.        | Рік          |
| Середній максимум, °C     | −36,5        | −30,7        | −15,6        | −1,4         | 10,2         | 20,3         | 23,8         | 19,9         | 10,2         | −4,9         | −24,8        | −33,8        | −5           |
| Середня температура, °C   | −39,8        | −35,2        | −22,6        | −8,4         | 4,5          | 13,9         | 17,4         | 13,7         | 5,2          | −8,9         | −28,6        | −37,3        | −10          |
| Середній мінімум, °C      | −43,1        | −39,6        | −29,5        | −15,3        | −1,1         | 7,6          | 11,1         | 7,6          | 0,2          | −12,8        | −32,4        | −40,8        | −15          |
| Норма опадів, мм          | 10           | 7            | 7            | 9            | 21           | 39           | 46           | 44           | 31           | 22           | 15           | 12           | 263          |
| ------------------------- | ------------ | ------------ | ------------ | ------------ | ------------ | ------------ | ------------ | ------------ | ------------ | ------------ | ------------ | ------------ | ------------ |
| Джерело: climate-data.org |              |              |              |              |              |              |              |              |              |              |              |              |              |

## Історія
Згідно із законом від 30 листопада 2004 року органом місцевого самоврядування є Кобяйський наслег.

## Населення
| 1939 | 2002  | 2010  |
| ---- | ----- | ----- |
| 596  | ↗2570 | ↗2605 |